# Пишненки
Пишне́нки — село в Україні, у Зіньківській міській громаді Полтавського району Полтавської області. Населення становить 548 осіб. До 2020 орган місцевого самоврядування — Пишненківська сільська рада.

## Географія
Село Пишненки знаходиться на відстані 1 км від села Петро-Ганнівка, за 2 км від сіл Морози та Зезекали (зняте з обліку). По селу протікає пересихаючий струмок з загатою. Поруч проходить автомобільна дорога Т 1706.

## Історія
1859 року у козацькому хуторі налічувалось 5 дворів, мешкало 14 осіб (9 чоловічої статі та 5 — жіночої).
1882 року тут збудовано дерев'яну Вознесенську церкву і церковнопарафіяльну школу. 1900 року — 17 дворів, 98 жителів; 1910 року — 35 дворів, 220 жителів.
У Національній книзі пам'яті жертв Голодомору 1932—1933 років в Україні перелічено 101 житель села, що загинули від голоду.
12 червня 2020 року, відповідно до розпорядження Кабінету Міністрів України № 721-р «Про визначення адміністративних центрів та затвердження територій територіальних громад Полтавської області», село увійшло до складу Зіньківської міської громади.
19 липня 2020 року, в результаті адміністративно - територіальної реформи та ліквідації Зіньківського району, село увійшло до складу новоутвореного Полтавського району Полтавської області.

## Населення

### Мова
Розподіл населення за рідною мовою за даними перепису 2001 року:
| Мова            | Кількість | Відсоток |
| --------------- | --------- | -------- |
| українська      | 536       | 97.81%   |
| російська       | 9         | 1.64%    |
| інші/не вказали | 3         | 0.55%    |
| Усього          | 548       | 100%     |

## Економіка
Аграрна компанія "ІМК" https://imcagro.com.ua/ua/

## Об'єкти соціальної сфери
Загальноосвітня школа |-||| ступенів
Фельдшерський пункт
Будинок для людей похилого віку "Надія" 38143
Продовольчі магазини
Сільський клуб
Бібліотека

## Відомі люди

### Народились
- Логвин Віталій Дмитрович — український радянський діяч, бригадир комплексної бригади будівельно-монтажного управління «Цивільбуд» тресту «Полтавпромбуд». Депутат Верховної Ради УРСР 9—10-го скликань.
- Зезекало Іван Гаврилович — фахівець у галузі розробки нафтогазових родовищ.
- Правденко Павло Дем'янович — почесний громадянин Зіньківщини (посмертно). До призову на військову службу працював у місцевому колгоспі. Після армії служив у органах Міністерства внутрішніх справ.